# Monastier di Treviso
Monastier di Treviso es un municipio italiano situado en la provincia de Treviso, en Véneto. Tiene una población estimada, a fines de junio de 2023, de 4389 habitantes.

## Evolución demográfica
| Gráfica de evolución demográfica de Monastier di Treviso entre 1861 y 2023 |
|                                                                            |
| Fuente: ISTAT - Elaboración gráfica de Wikipedia                           |